# Мусо (Колумбія)
Мусо (ісп. Muzo) — місто й муніципалітет у Західній провінції департаменту Бояка (Колумбія).

## Історія
До іспанського завоювання територію сучасного міста населяли представники народу мусо, від самоназви якого й пішла назва сучасного міста, заснованого 20 лютого 1559 року.

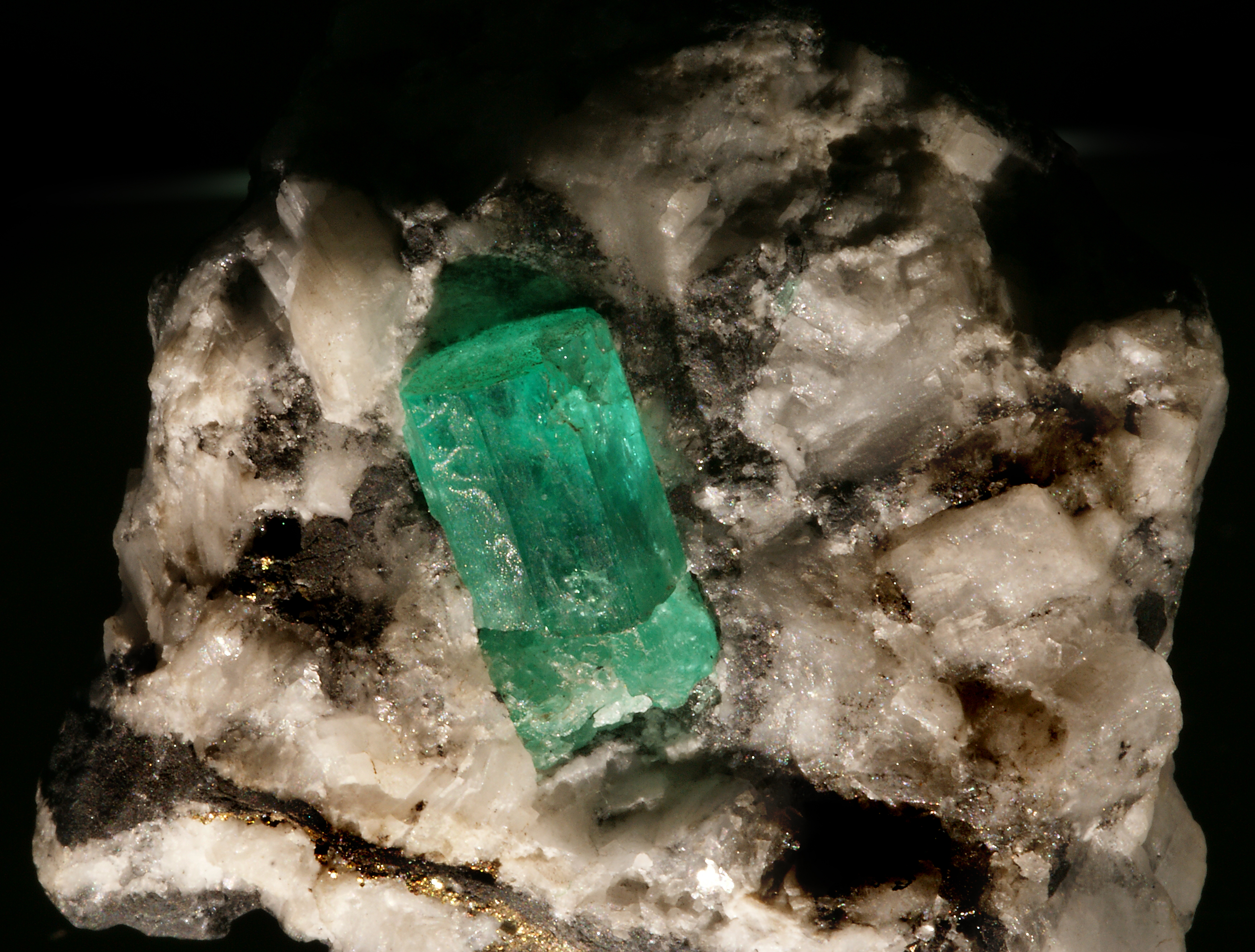
Кришталь смарагду в його матриці, шахта Музо

## Географія
Місто Мусо розташовано за 80 кілометрів на захід від адміністративного центру департаменту, міста Тунха. Муніципалітет на півночі межує з муніципалітетом Сан-Пабло-де-Борбур, на північному сході — з муніципалітетом Маріпі, на південному сході — з муніципалітетом Копер, на заході — з муніципалітетом Кіпама, на північному сході — з муніципалітетом Отанче, на півдні — з департаментом Кундінамарка.

## Демографія
Динаміка чисельності населення муніципалітету за роками:
| 10,237                                 | 10,135 | 10,035 | 9,916 | 9,795 | 9,668 | 9,537 | 9,419 | 9283 | 9,156 | 9,040 |
| В період з 2005 по 2015 рік (тис. ос.) |        |        |       |       |       |       |       |      |       |       |